# Хорог (аэропорт)
Аэропорт «Хоро́г» (тадж. Фурудгоҳи Хоруғ) — небольшой аэропорт, расположенный к северо-западу от города Хорог, являющегося административным центром Горно-Бадахшанской автономной области Таджикистана. Главный и самый крупный аэропорт на территории ГБАО. Аэропорт расположен прямо вблизи берега реки Пяндж, являющейся трансграничной рекой между Таджикистаном и Афганистаном.
Аэропорт построен в советские годы. Имеет одну асфальтированную взлётно-посадочную полосу длиной 1840 метров. Аэропорт расположен на высоте 2080 метров над уровнем моря. По этому показателю аэропорт Хорога является одним из самых высокогорных аэропортов мира. Фонд Ага Хана планирует построить в аэропорту новую взлетно-посадочную полосу. 
В основном аэропорт обслуживает вертолёты, как гражданские, так и грузовые и военные. Аэропорт имеет единственное нерегулярное пассажирское воздушное сообщение через самолёт с международным аэропортом Душанбе. Аэропорт также имеет воздушное сообщение через вертолёт с некоторыми малыми аэродромами ГБАО и остальной страны.